# Incarnato prugna
Incarnato prugna è un colore a metà fra un marrone-rosso e un rosso-purpureo. È spesso chiamato anche color pulce. Tale nome è stato usato per la prima volta nel 1775 in Francia.